# الزبيدية (مدينة)
قضاء الزبيدية وهي إحدى أقضية محافظة واسط. كانت ناحية التابعة لقضاء الصويرة.
يقع قضاء الزبيدية على بعد 50 كيلومترا إلى الجنوب من مدينة الصويرة وعلى بعد 85 كيلومترا إلى الشمال من مدينة الكوت مركز محافظة واسط. استحدثت ناحية الزبيدية بموجب إرادة ملكية في سنة 1926 م. تبلغ مساحة ناحية الزبيدية حوالي 328 كيلومتر مربع أي مايعادل قرابة 1,9 % من مجموع مساحة المحافظة.